# Synthemis fenella
Synthemis fenella är en trollsländeart som beskrevs av Campion 1921. Synthemis fenella ingår i släktet Synthemis och familjen skimmertrollsländor. Inga underarter finns listade i Catalogue of Life.